# Brigitte Hoppe
Brigitte Hoppe (* 27. Mai 1935 in Freiburg im Breisgau) ist eine deutsche Wissenschaftshistorikerin, die sich insbesondere mit Geschichte der Biologie (Botanik) und Pharmakologie befasst.
Hoppe wurde 1964 an der Universität Frankfurt am Main naturwissenschaftlich promoviert und war ab 1972 Privatdozentin an der Universität München, an der sie 1980 Professor für Wissenschaftsgeschichte wurde.
Sie ist Mitglied der Académie internationale d’histoire des sciences und erhielt 2011 deren Koyré-Medaille.

## Schriften (Auswahl)
- Das Kräuterbuch des Hieronymus Bock als Quelle der Botanik- und Pharmakologiegeschichte. Naturwissenschaftliche Dissertation, Frankfurt am Main 1964.
- Kräuterbücher, Gartenkultur und sakrale dekorative Pflanzenmalerei zu Beginn des 17. Jh. In: Rechenpfennige. Aufsätze zur Wissenschaftsgeschichte. Hrsg. vom Forschungsinstitut des Deutschen Museums. München 1968, S. 183–216.
- Das Kräuterbuch des Hieronymus Bock. Wissenschaftshistorische Untersuchung, mit einem Verzeichnis sämtlicher Pflanzen des Werkes, der literarischen Quellen der Heilanzeigen und der Anwendungen der Pflanzen. Hiersemann, Stuttgart 1969, ISBN 978-3-7772-6931-3.
- Biologie, Wissenschaft von der belebten Materie von der Antike zur Neuzeit. Biologische Methodologie und Lehren von der stofflichen Zusammensetzung der Organismen (= Sudhoffs Archiv. Beiheft 17). Franz Steiner, Wiesbaden 1976, ISBN 3-515-02163-9. (Zugleich Habilitationsschrift).
- Der Ursprung der Diagnosen in der botanischen und zoologischen Systematik. In: Sudhoffs Archiv. Band 62, 1978, S. 105–130.
- Aus der Frühzeit der chemischen Konstitutionsforschung: Die Tropanalkaloide Atropin und Cocain in Wissenschaft und Wirtschaft. Oldenbourg 1979.
- als Hrsg.: Controversies and Disputes in the Life Sciences in the 19th and 20th Centuries (= Algorismus. Band 56). Rauner Verlag, Augsburg 2006.
- als Hrsg. mit Nicolas Robin und Soňa Štrbáňová: International Networks, Exchange and Circulation of Knowledge in Life Sciences, 18th to 20th Centuries. In: Archives Internationales d’Histoire des Sciences. Band 56, 2006, S. 127–356 (darin S. 165–183 von Hoppe: The Transmission of Knowledge on East-Asiatic Plants to Europe in Early Modern Times).

Sie ist Mitherausgeberin einer Ausgabe der Zeichnungen japanischer Pflanzen von Engelbert Kaempfer (München 2003).